# St. Mary's College of Maryland

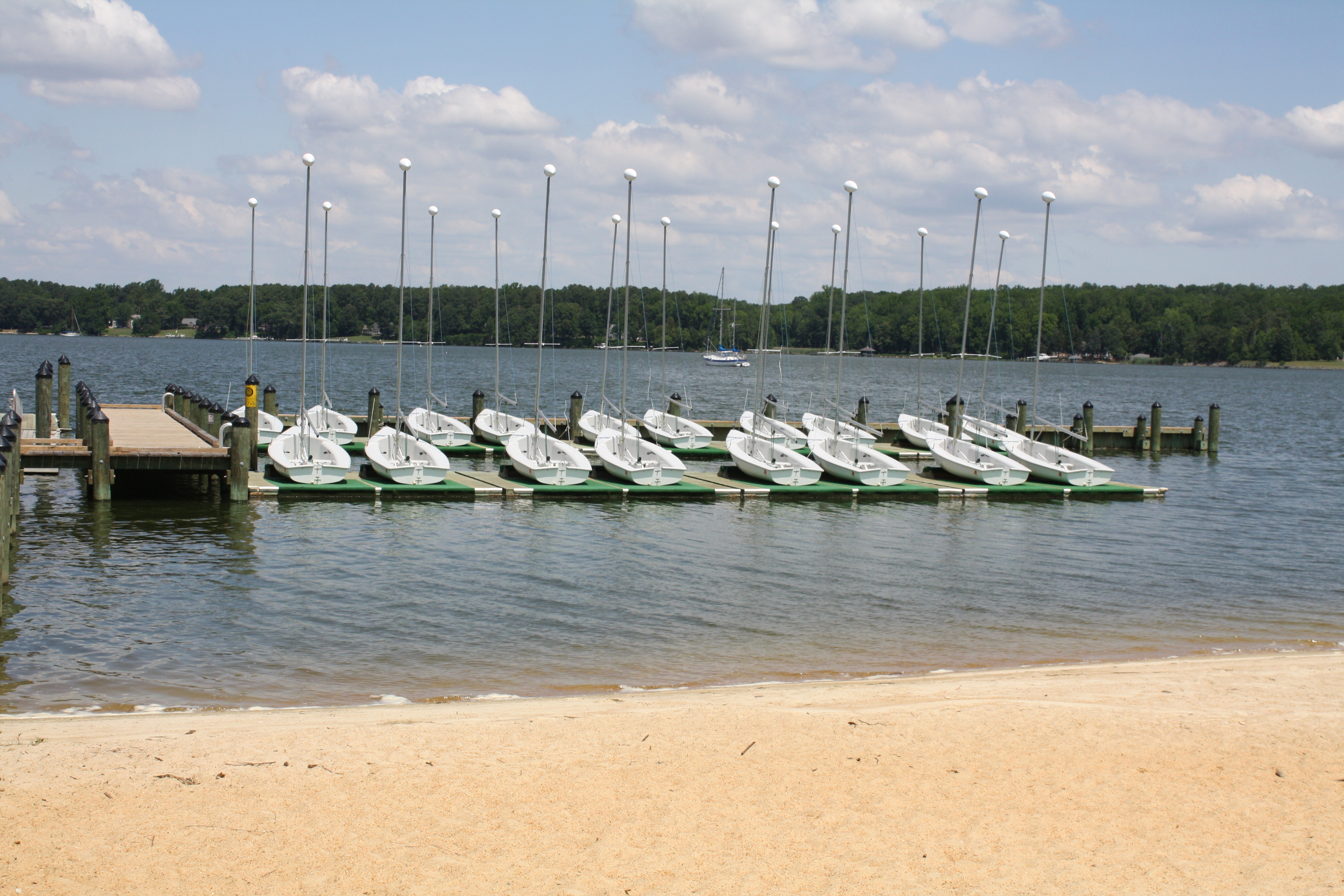
Embarcadero de vela ligera de la universidad.

St. Mary's College of Maryland es una universidad pública ubicada en St. Mary's City, en el Condado de Saint Mary de Maryland (Estados Unidos de América).
Oferta 24 titulaciones de grado y varias de postgrado. 

## Historia
Se localiza en donde se creó la primera colonia de  Maryland, y también su primera capital, St. Mary's City. Fue fundado en 1840 como St. Mary's Female Seminary, una institución secular de enseñanza superior para mujeres de carácter público. En 1926 se convirtió en St. Mary's Female Seminary Junior College y en 1949 pasó a ser coeducacional. En 1966 adoptó su denominación actual de St. Mary's College of Maryland.     

## Deportes
Sus equipos deportivos, denominados St. Mary's Seahawks, compiten en la Capital Athletic Conference de la División III de la NCAA, excepto en vela, deporte en el que destacan especialmente y en el que pertenecen a la Middle Atlantic Intercollegiate Sailing Association de la Inter-Collegiate Sailing Association of North America. Sus equipos de vela han ganado 13 campeonatos nacionales y el Trofeo Leonard M. Fowle en 2000. Regatistas destacados, como Scott Steele (medalla de plata en Windglider, embarcación de windsurf, en Los Ángeles 1984) y Mark Philip Ivey (Regatista Universitario del Año de la ICSA en 1999 y entrenador del equipo sueco que ganó el oro en Londres 2012 en la clase Star) estudiaron y compitieron en St. Mary’s.